# Bâtiment situé 12 Trg Pavla Stojkovića à Niš
Le bâtiment situé 12 Trg Pavla Stojkovića à Niš (en serbe cyrillique : Зграда на Тргу Павла Стојковића бр. 12 у Нишу ; en serbe latin : Zgrada na Trgu Pavla Stojkovića br. 12 u Nišu) se trouve à Niš, dans la municipalité de Medijana et dans le district de Nišava, en Serbie. Il est inscrit sur la liste des monuments culturels protégés de la république de Serbie (identifiant no SK 2085),.

## Présentation
Le bâtiment, situé 12 Trg Pavla Stojkovića, a été construit après 1890 pour servir de résidence à la famille Jervolis qui s'est installée à Niš après la libération de la ville de la domination ottomane en 1878 ; cette maison a été bâtie avec deux magasins et les locaux de vente étaient utilisés par le magasin de meubles Svrljig. À côté du no 12, le no 14 appartenait aussi à la famille Jervolis.
De plan rectangulaire, le bâtiment est constitué d'un simple rez-de-chaussée et il a été conçu pour s'intégrer dans toute une série d'autres édifices de la place Pavle Stojković (Trg Pavla Stojkovića).